# 마찰원

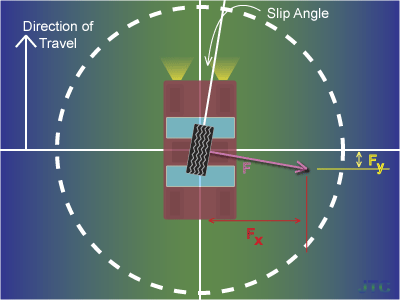
마찰원

마찰원(friction circle, circle of forces)은 차량 타이어와 도로 표면 사이의 동적 상호 작용을 생각하는 유용한 방법이다. 아래 다이어그램은 도로 표면이 xy 평면에 놓이도록 위에서 본 타이어를 보여준다. 타이어가 부착된 차량은 양의 y 방향으로 움직이고 있다.
이 예에서 차량은 오른쪽으로 코너링 중이다(즉, 양의 x 방향이 코너 중심을 가리킴). 타이어의 회전 평면은 타이어가 움직이는 실제 방향(양의 y 방향)과 각도를 이루고 있다. 다르게 말하면, 단순히 "가리키고 있는" 방향(이 경우에는 양의 y 방향에서 오른쪽으로)으로 "구르는" 것이 허용되는 대신 타이어가 원래의 방향과 다른 방향으로 "미끄러져야" 한다. 양의 y 방향으로 "전진" 동작을 유지하기 위해 가리키는 것이다. 타이어가 가리키는 방향(회전 평면)과 타이어의 실제 이동 방향 사이의 차이가 슬립 각도이다.
타이어는 미끄러짐 메커니즘에 의해 노면과 만나는 지점에서 수평력을 발생시킬 수 있다. 해당 힘은 다이어그램에서 벡터 F로 표시된다. 이 예에서 F는 타이어 평면에 수직이다. 이는 차량의 브레이크나 구동계에 의해 토크가 가해지지 않고 타이어가 자유롭게 굴러가기 때문이다. 그러나 항상 그런 것은 아니다.
F의 크기는 점선 원에 의해 제한되지만 점선 원을 넘어 확장되지 않는 구성 요소 Fx 및 Fy의 조합이 될 수 있다. (실제 타이어의 경우 원은 y축이 x축보다 약간 긴 타원에 더 가까울 가능성이 높다.)
이 예에서 타이어는 x 방향(Fx)으로 힘의 성분을 생성하고 있으며, 이 힘은 다른 타이어의 유사한 힘과 결합하여 서스펜션 시스템을 통해 차량의 섀시로 전달될 때 차량이 오른쪽으로 회전하게 된다. 음의 y 방향(Fy)에도 작은 힘 성분이 있다는 점에 유의하십시오. 이는 다른 힘이 작용하지 않으면 차량이 감속되는 항력을 나타낸다. 이런 종류의 항력은 타이어가 측면 힘을 생성하는 미끄러짐 메커니즘의 피할 수 없는 결과이다.
마찰원의 직경, 즉 타이어가 생성할 수 있는 최대 수평 힘은 타이어의 디자인과 타이어 상태(예: 사용 기간 및 온도), 도로 표면의 품질, 그리고 타이어의 수직 하중에 따라 달라진다.